# Matthias Grünewald
Pour les articles homonymes, voir Grunewald.
 (avril 2010).
Matthias Grünewald (de son vrai nom probablement Mathis Gothart Nithart), né probablement à Wurtzbourg, en principauté épiscopale de Wurtzbourg, v. 1475–1480 et mort à Halle, en principauté archiépiscopale de Magdebourg, en 1528, est un peintre et ingénieur hydraulique allemand de la Renaissance, contemporain d'Albrecht Dürer.

## Biographie

### Identité

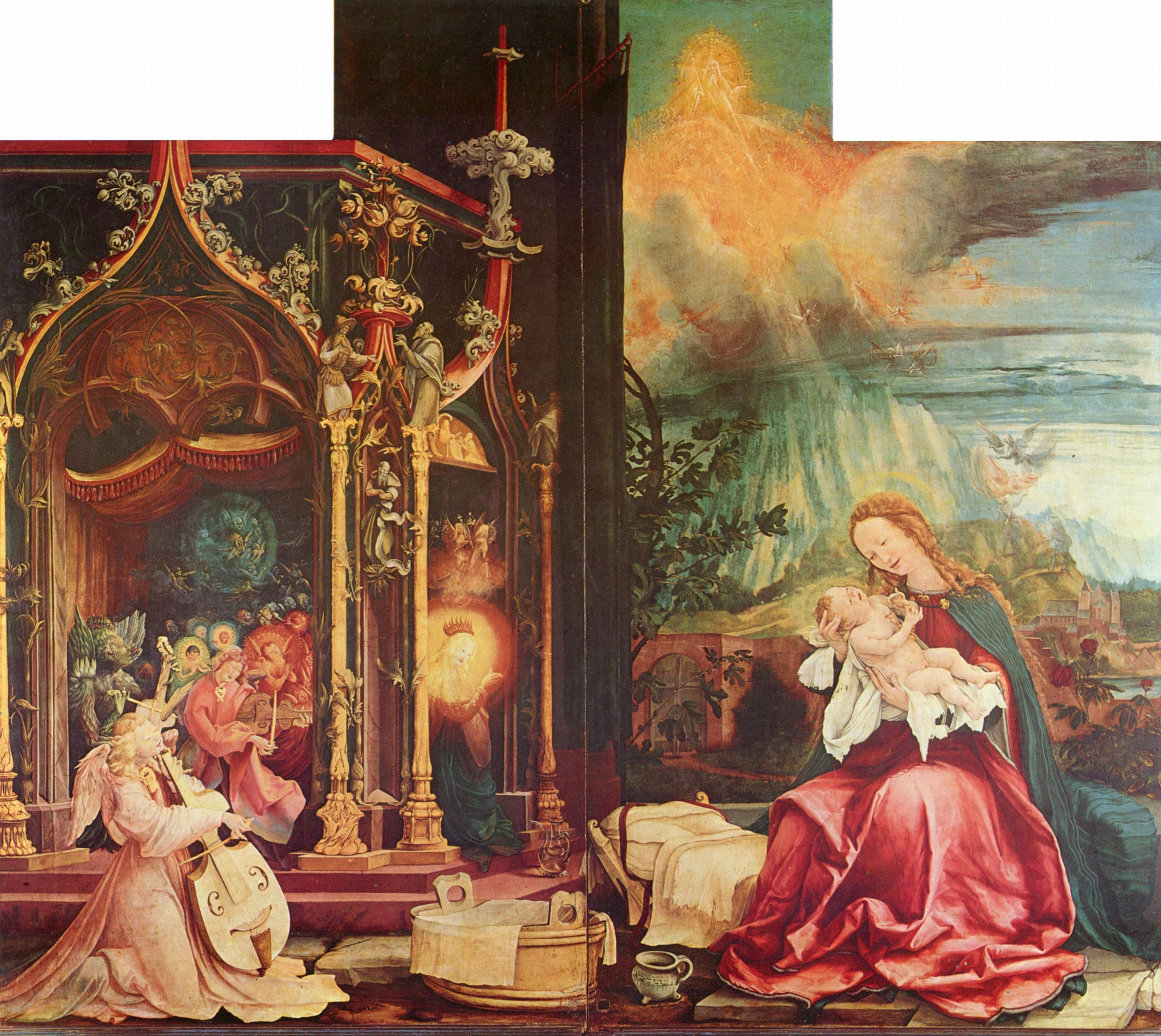
Retable d'Issenheim, L'incarnation du fils de Dieu (« Concert des Anges »), c. 1512-1515, huile sur bois
Musée Unterlinden, Colmar

L'identité de « Matthias Grünewald » reste incertaine. Ce nom lui fut donné, de manière assez arbitraire, par Joachim von Sandrart (1606–1688), « le Giorgio Vasari allemand », qui, après environ un siècle d'oubli quasi total du nom sinon de l'œuvre, le redécouvre et en parle dans sa volumineuse Teutsche Academie der Edlen Bau-, Bild- und Mahlerey-Künste (encyclopédie des architectes, sculpteurs et peintres allemands) de 1675. On lui connaît d'ailleurs plusieurs types de signatures – MGN avec G dans M, et N latéral ; MGN avec G dans M, et N superposé ; MG avec G dans M et Mathis —– qui ont ajouté à la confusion autour de son nom : s'appelait-il Gothart —– « le pieux » — surnommé Neithart — « le chagrin » —– ou l'inverse ? Sur les documents qui nous restent attestant de ses contrats d'ingénieur hydraulique pour la cour du jeune archevêque, Albert de Brandebourg (1490-1545), auprès de Jacques de Liebenstein, ou, auparavant, de l'archevêque Uriel von Gemmingen d'Aschaffenbourg, il est tantôt appelé Gothart, tantôt Neithart. Ces mêmes contrats montrent d'ailleurs que ses compétences d'ingénieur devaient être comprises au sens large, car en plus du percement d'un puits et de l'installation d'une pompe, il était également chargé de la reconstruction de l'âtre.

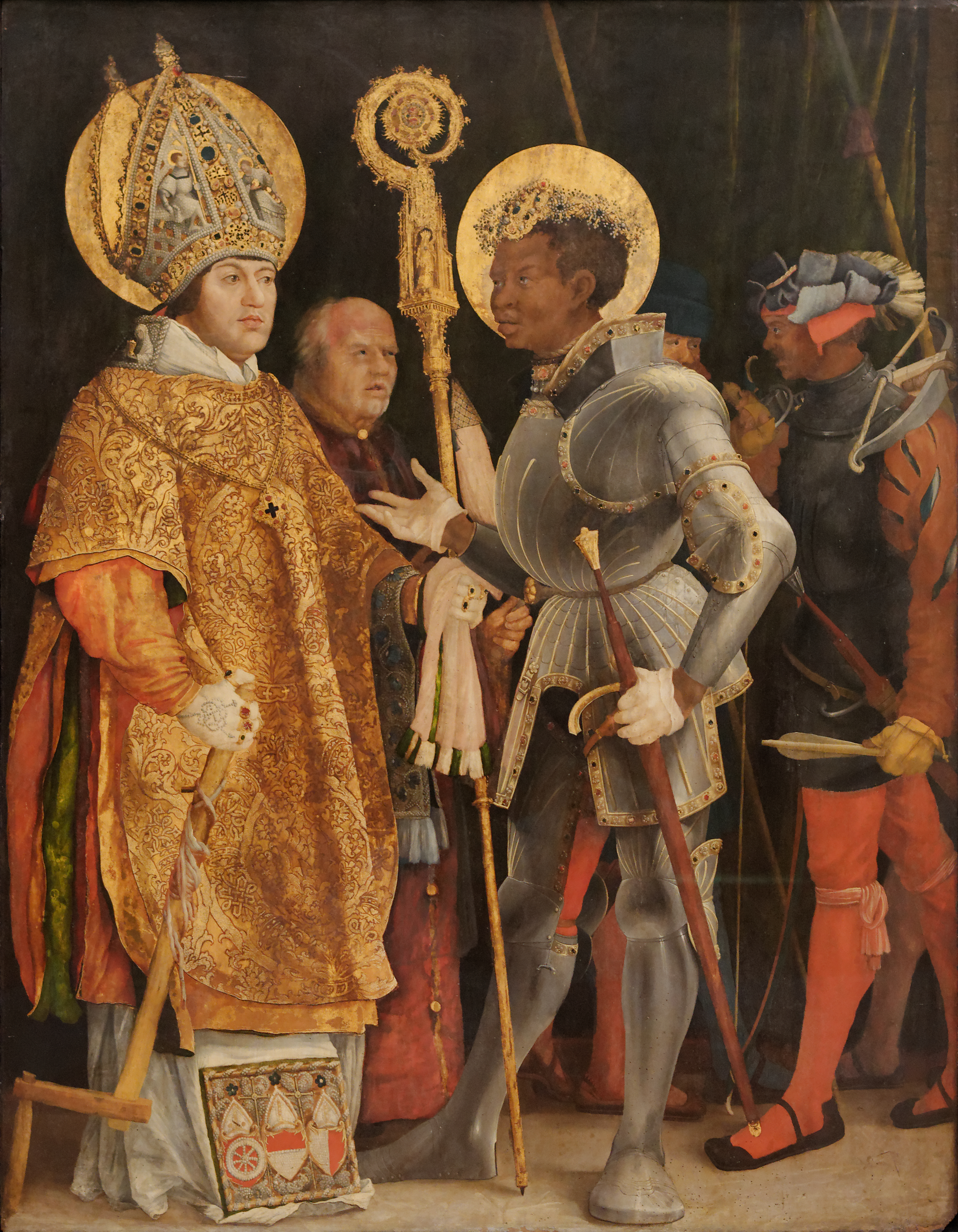
Saint Érasme (sous les traits d'Albrecht de Brandenbourg) et saint Maurice. Huile sur bois, c 1520-1524. Alte Pinakothek, Munich

Du fait de l'existence d'un Mathis Grün qui lui fut contemporain, mort en 1532, il fut longtemps supposé, sur la base du nom forgé par Sandrart, que le vrai Grünewald était celui-là, mais Mathis Grün était sculpteur et aucune sculpture n'a jamais pu être attribuée avec certitude au dit Grünewald. La partie sculptée du retable d'Issenheim, son chef-d'œuvre, est de la main de Nicolas de Haguenau (avec collaboration d'atelier). 
Bien que le nom de l'auteur du retable peint pour le couvent-hôpital des moines antonins d'Issenheim soit tombé dans l'oubli assez rapidement, sa renommée d'artiste, très grande durant sa vie — son legs, qui comportait plusieurs manteaux de pelisse et de tissu de qualité ainsi qu'un matériel de peinture de tout premier choix, témoigne d'une fortune matérielle certaine —, n'avait guère pâli, quoique l'on attribuât la paternité de son œuvre, pendant un temps, à Albrecht Dürer.
Le Bénézit y fait également référence sous le nom de Maître de Colmar.

### La question de l'autoportrait
En ce qui concerne la date de naissance du peintre, les premiers historiens de l'art qui ont tenté de reconstituer sa vie, dont le pionnier Heinrich Alfred Schmid (de), l'ont située plutôt entre 1455 (terminus post quem) et 1460, tandis qu'à partir des années 1970, l'idée d'un Grünewald né avant 1483 (terminus ante quem), proposée assez rapidement elle aussi, s'est progressivement imposée.

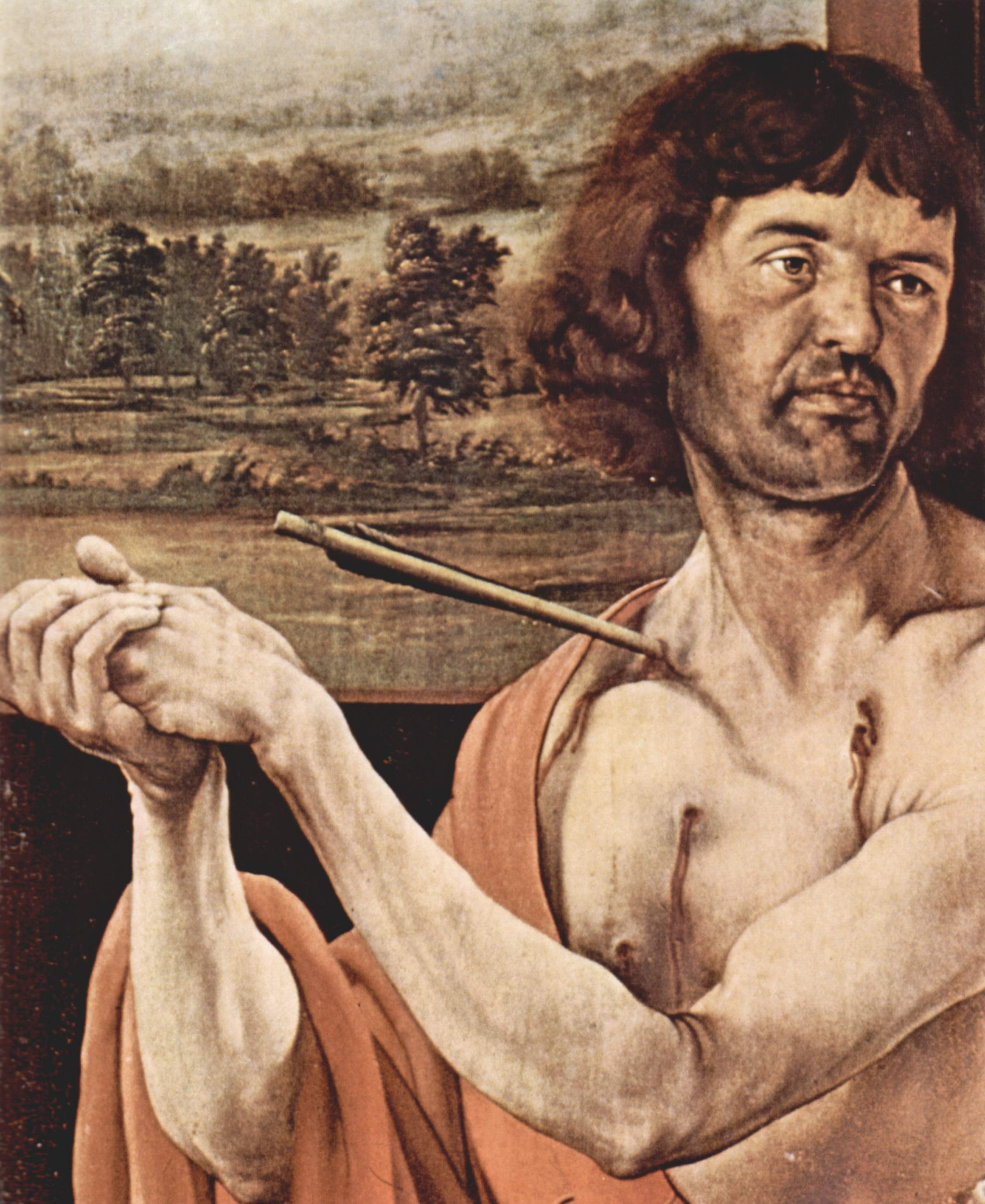
Détail du « Saint Sébastien »

Dans tous les cas, les dates proposées l'ont été sur la base de considérations stylistiques et iconographiques ainsi que de la question très complexe de l'autoportrait. Pour résumer celle-ci, il a été supposé, sur la base d'un dessin de sa plume d'une part et d'un autoportrait à l'huile d'un jeune artiste inconnu conservé à Stockholm d'autre part, que Grünewald se soit ou bien représenté lui-même sous les traits du saint Sébastien du retable d'Issenheim, sosie plus âgé de l'autoportrait — ressemblance confirmée par un examen radiographique du retable effectué en 1974, qui montra que l'identité des deux visages était encore plus nette avant les retouches finales —, ou bien sous les traits du saint Paul de la même œuvre, très proche du personnage représenté sur le dessin : vers 1515, donc, et à en juger par la même peinture, Grünewald aurait été soit un trentenaire brun au nez arrondi, soit un quinquagénaire blond aux yeux bleus, au nez pointu. Cette contradiction n'a pas été arrangée par le fait que Sandrart illustre sa présentation de « Matthias Grünewald » de reproductions de l'un comme de l'autre des deux visages, censé représenter l'artiste jeune, puis âgé. Comme il est connu que Sandrart n'a jamais vu le retable d'Isenheim - il a vu, et dans sa jeunesse seulement, les œuvres entre-temps disparues de Francfort et de Mayence ainsi que des dessins originaux en possession d'un collectionneur romain - et que la biographie qu'il propose est hautement fantaisiste et lacunaire, faire naître le peintre à une date plus ou moins précise en fonction de l'âge supposé d'un personnage qui n'est lui-même que supputation paraît aujourd'hui tout à fait hasardeux : il s'agissait pourtant de l'unique piste suivie par plusieurs générations d'historiens de l'art qui, rapprochant le peintre de son contemporain Albrecht Dürer, étaient convaincus qu'il avait bien dû lui aussi se représenter quelque part dans son œuvre.
Un certain type de visage, celui du dessin et du saint Paul, caractérisé par ses yeux en amande, son nez pointu, une certaine mollesse de la bouche et une torsion plus ou moins accentuée de la nuque, revenant sans cesse dans la peinture du maître, il a certes été supposé qu'il s'agissait d'autant d'autoportraits. Mais en regardant tous ces visages dans leur ensemble, il est difficile de leur trouver un caractère essentiellement commun, d'autant plus qu'il s'agit souvent de deux personnages différents à l'intérieur du même tableau : le saint Georges ou le saint Christophe du retable de Lindenhardt, et même le Christ et l'« homme au turban » dans La Dérision du Christ. Depuis les années 1990, on en est revenu à une supposition qui était déjà celle du grand historien de l'art Wilhelm Fraenger dans les années 1930 : Grünewald, qui n'entretenait guère de correspondance et n'a laissé aucun écrit autobiographique, ne se serait en réalité représenté nulle part dans son corpus peint ou dessiné.

## L'œuvre

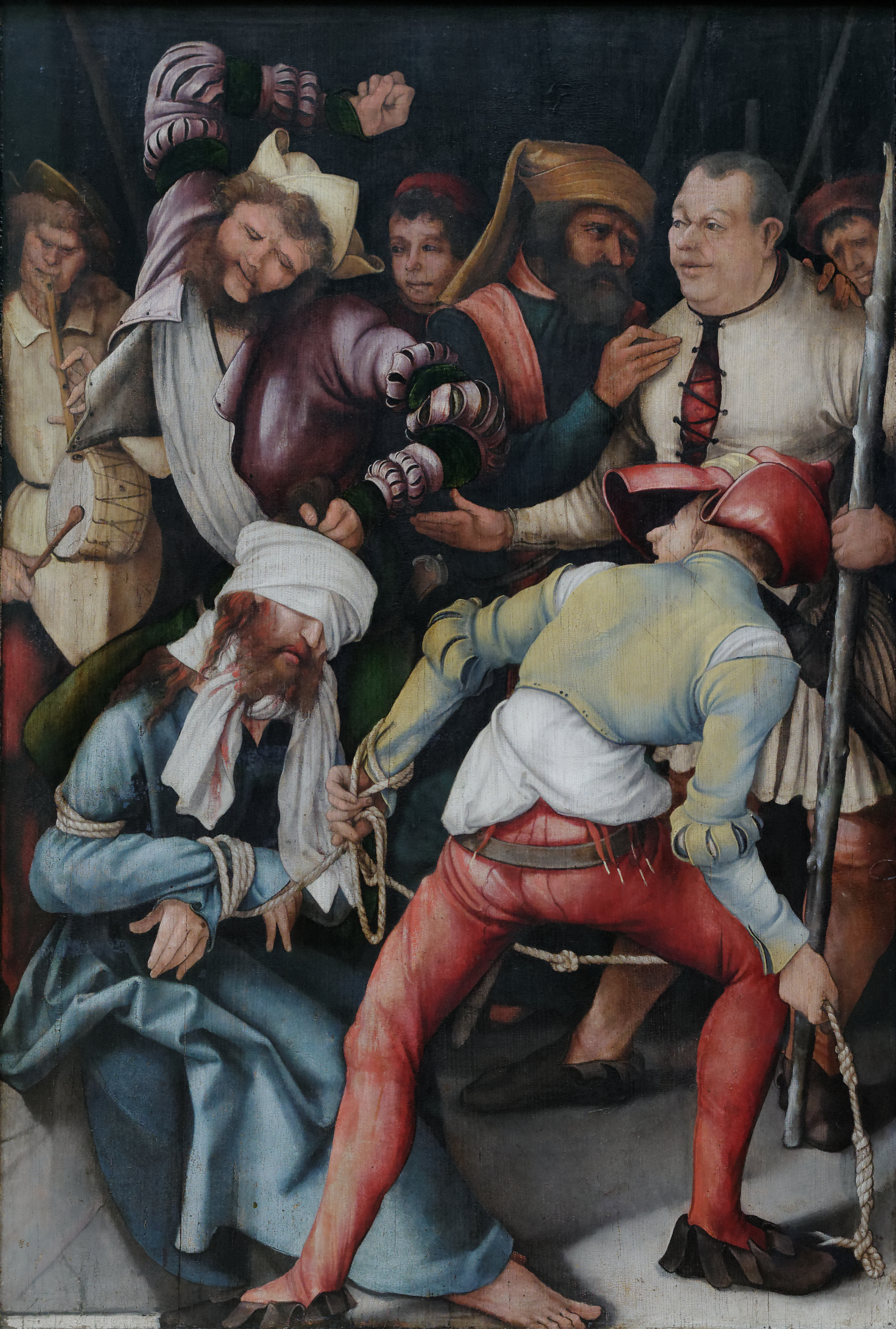
Le Christ outragé (1503).

Au XXIe siècle, les experts attribuent avec certitude à Matthias Grünewald dix œuvres dont plusieurs polyptyques et 35 dessins, répartis dans des collections européennes et américaines. Sa première toile incontestée est l'émouvant Christ outragé, datant de 1503, conservé à la Alte Pinakothek de Munich, qui est très proche de la peinture du gothique tardif dans la vallée du Rhin. 
Son œuvre la plus célèbre est le Retable d'Issenheim, pièce maîtresse des collections du Musée Unterlinden de Colmar. 

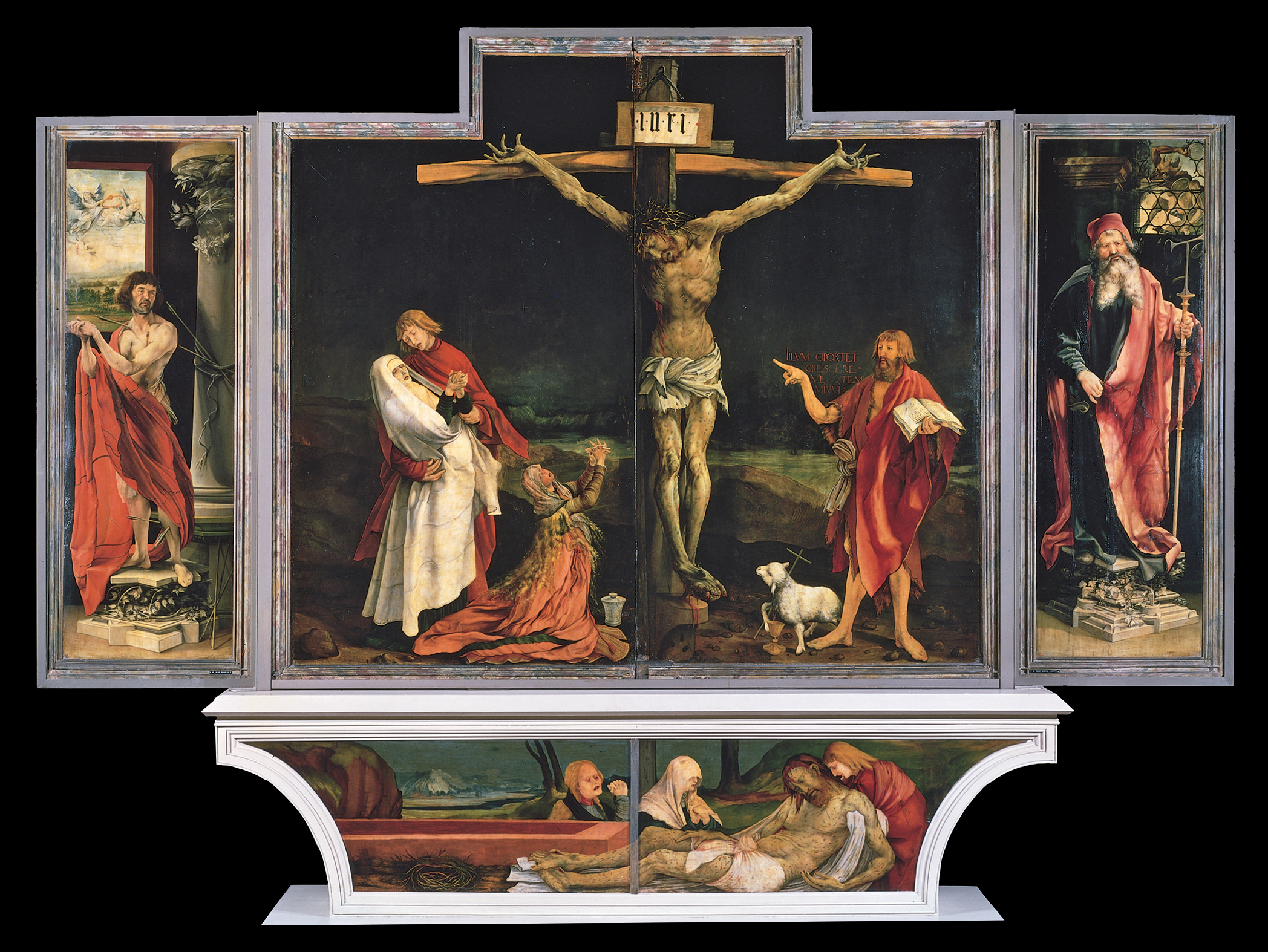
Partie du Retable d'Issenheim v. 1512-1516, huile sur bois, Musée Unterlinden, Colmar.

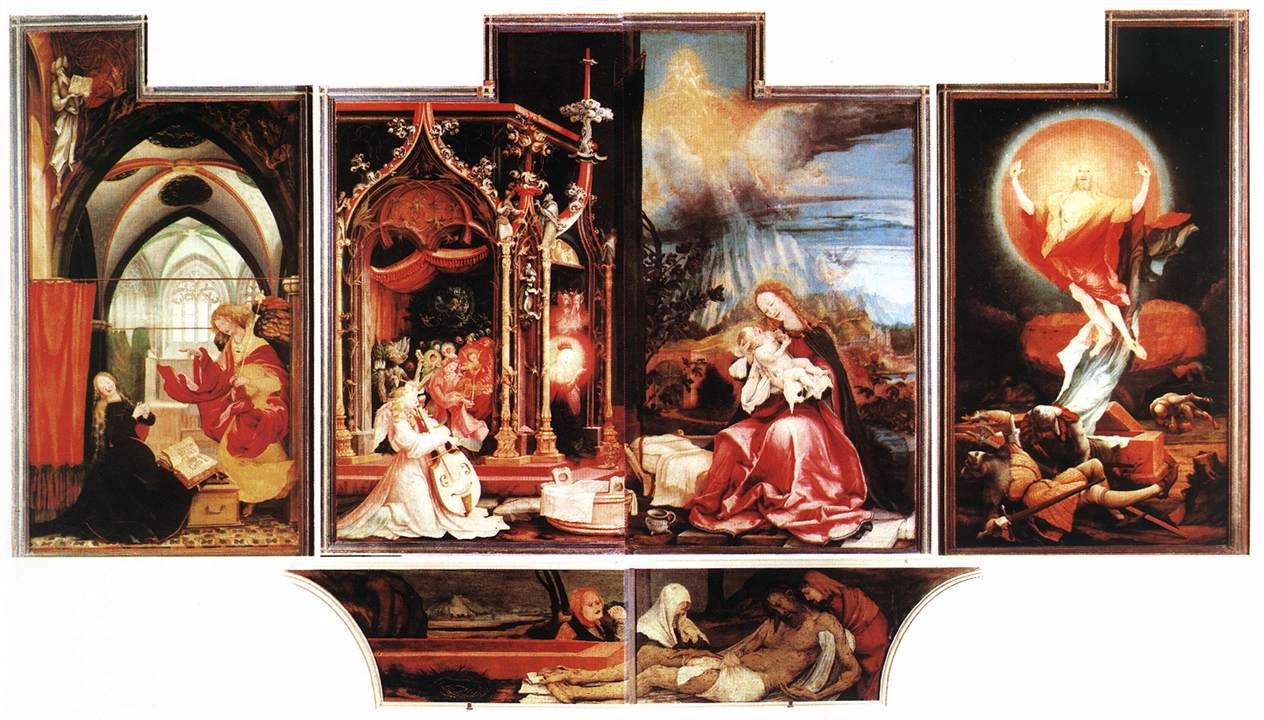
Partie du Retable d'Issenheim v. 1512-1516, huile sur bois, Musée Unterlinden, Colmar.

### L'univers pictural
| |  |  |
| Le Christ en croix, détail du retable d'Issenheim c. 1512-1515, huile sur bois, Musée Unterlinden, Colmar. Le Christ ici est représenté Bifrons. |  |  |

L'œuvre de Grünewald, exclusivement religieuse tant dans ce qui a survécu que dans ce qui est attesté par des témoignages, appartient à l'époque de transition entre le gothique tardif et la Renaissance, et est marquée par un mysticisme qui touche parfois à l'hallucination. On y a décelé un symbolisme issu tout droit des visions de sainte Brigitte de Suède, alors très lues. La richesse en scènes étranges, pleines de détails à peine compréhensibles et transcendées par une technique éblouissante tant au niveau du fini chromatique que du rendu des volumes, des reliefs et des surfaces, s'accompagne d'une gestion très libre et parfaitement déconcertante des perspectives et des rapports de grandeur qui en augmentent l'effet. Cette dichotomie entre technique et construction de l'espace, qui culmine dans le panneau central du retable d'Issenheim, dont la partie gauche est communément appelée Le Concert des anges, n'a pu être expliquée de façon relativement cohérente qu'une fois redécouverts les écrits de cette mystique suédoise, à peu près à l'époque d'ailleurs où Fraenger redécouvre le « Marteau des sorcières » pour réinterpréter Jérôme Bosch, artiste avec lequel on a quelquefois comparé Grünewald pour la richesse de l'imaginaire fantastique et la fascination de la cruauté, sans toutefois qu'il y ait quoi que ce soit de commun entre le Flamand minutieux, gracieux et dans la tradition du plan large et l'Allemand nettement plus physique et plastique, surtout à l'aise dans le plan rapproché. Mais Grünewald est surtout célèbre pour ses visions poignantes de la souffrance du Christ, avant tout ses crucifixions, au nombre de quatre - Bâle, Washington, D.C., Colmar et Karlsruhe –, auxquelles sa Dérision du Christ (Munich) et son Portement de Croix (Karlsruhe) ne le cèdent que très peu en termes d'emphase et de violence crue. 

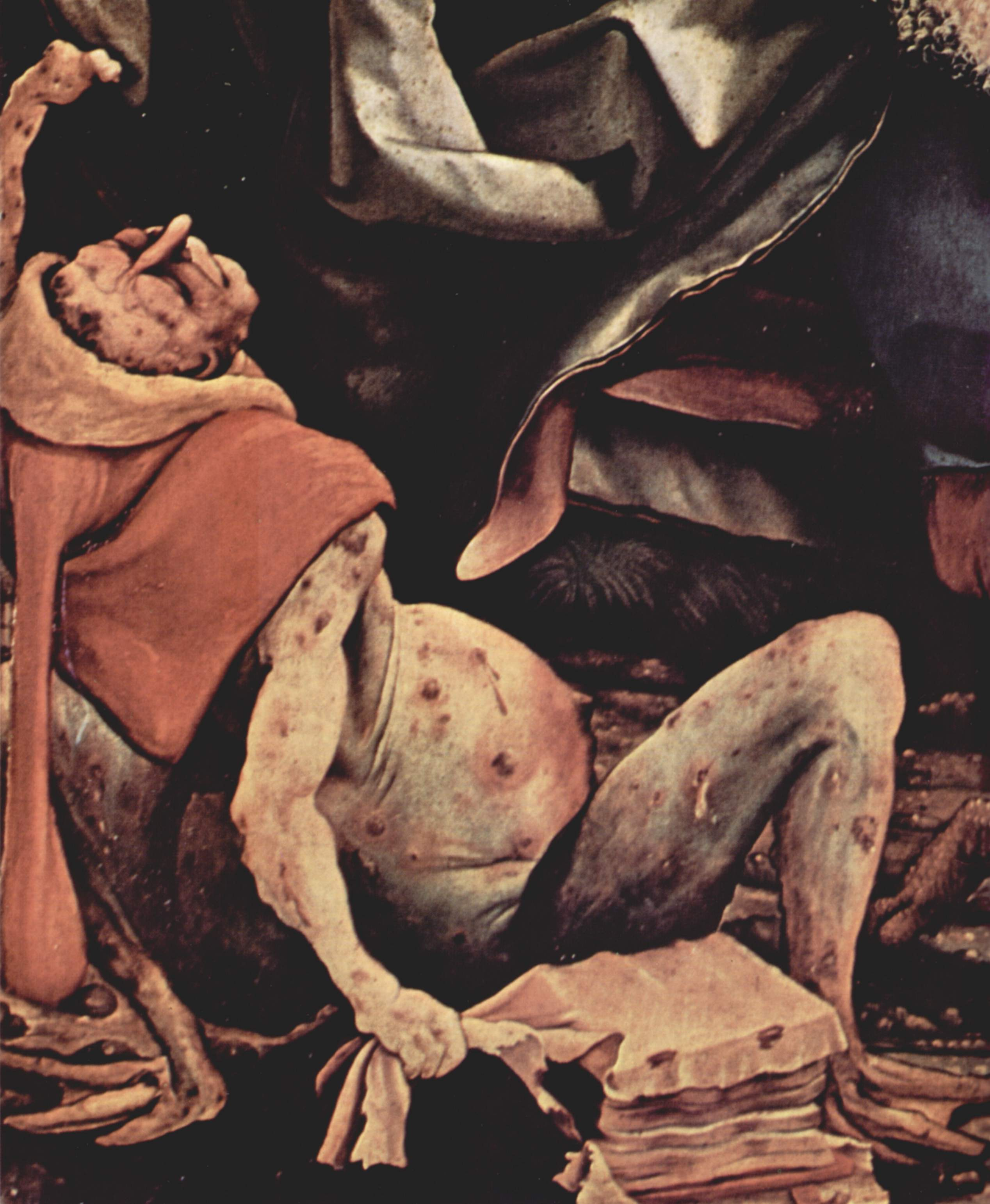
Détail de la Tentation de saint Antoine : monstre présentant les symptômes de la maladie de l'ergot de seigle, dite « feu de Saint Antoine » soignée au couvent des Antonins destinataire du retable
c. 1512–1515, huile sur bois
Musée Unterlinden, Colmar

C'est au niveau des crucifixions que la progression stylistique et mystique de l'artiste semble en tout cas le plus facile à observer : de la crucifixion de Bâle à celle de Karlsruhe, en une période d'environ vingt-deux ans, le corps torturé de Jésus, sa couronne d'épines, les clous qui le percent, son périzonium deviennent de plus en plus énormes, tandis que la croix plie de plus en plus sous son poids. La plupart des historiens de l'art s'accordent à y voir une progression continue et régulière sur de grands intervalles de temps, certains cependant ont beaucoup rapproché les crucifixions de Washington et de Colmar ; il est incontesté que la crucifixion conservée à Bâle est pour sa part une œuvre de jeunesse. Cette œuvre présente quelques similitudes stylistiques avec les travaux de Hans Holbein l'Ancien, ce qui a fait conclure que Grünewald avait pu travailler un temps dans l'atelier de celui-ci. Pierre Vaisse suppose par ailleurs que Grünewald avait pu voir les sculptures bourguignonnes de Claus Sluter, dont le style expressif et tourmenté l'aurait influencé. D'autres historiens de l'art, comme Heinrich Zülch, croient par ailleurs qu'il aurait fait un voyage en Italie, comme la plupart des peintres de son époque, ce qui se serait traduit par le paysage visible par la fenêtre derrière le « Saint Sébastien » ou le panorama romain du « Miracle des Neiges » du musée de Fribourg-en-Brisgau. Il est en tout cas certain qu'une constante de l'œuvre de Grünewald est le manque de profondeur spatiale de ses tableaux : de la « Cène », premier tableau encore maladroit mais déjà peu conventionnel par la disposition et la gestuelle des Apôtres au retable de « Saint Érasme et Saint Maurice », éblouissant de technique, les personnages semblent se chevaucher. L'utilisation fréquente d'un fond sombre et la concentration sur la gestuelle renforcent cette impression.

### Galerie 1: l'évolution des christ en croix

Evolution des Crucifixions
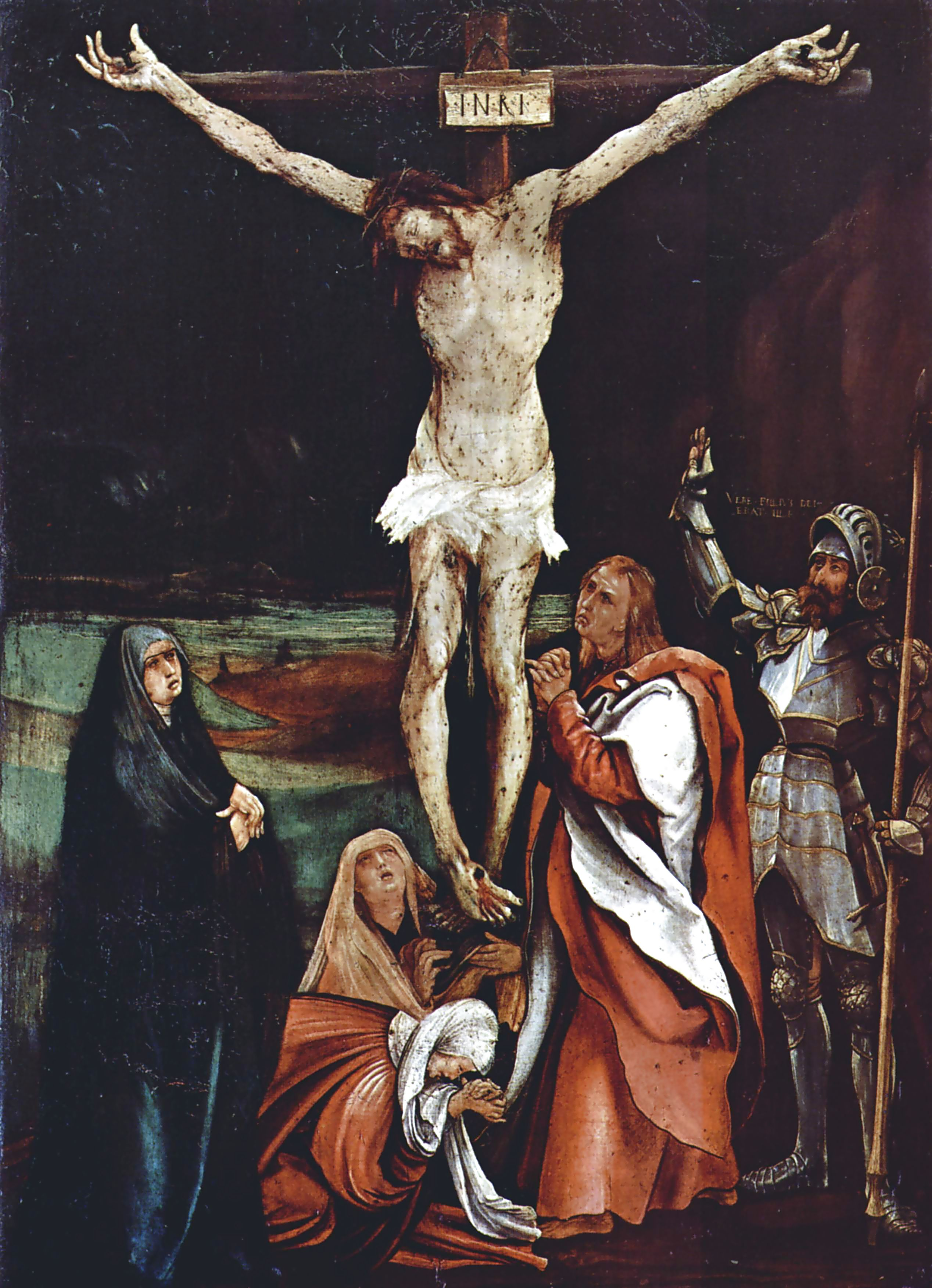
Crucifixion de Bâle.
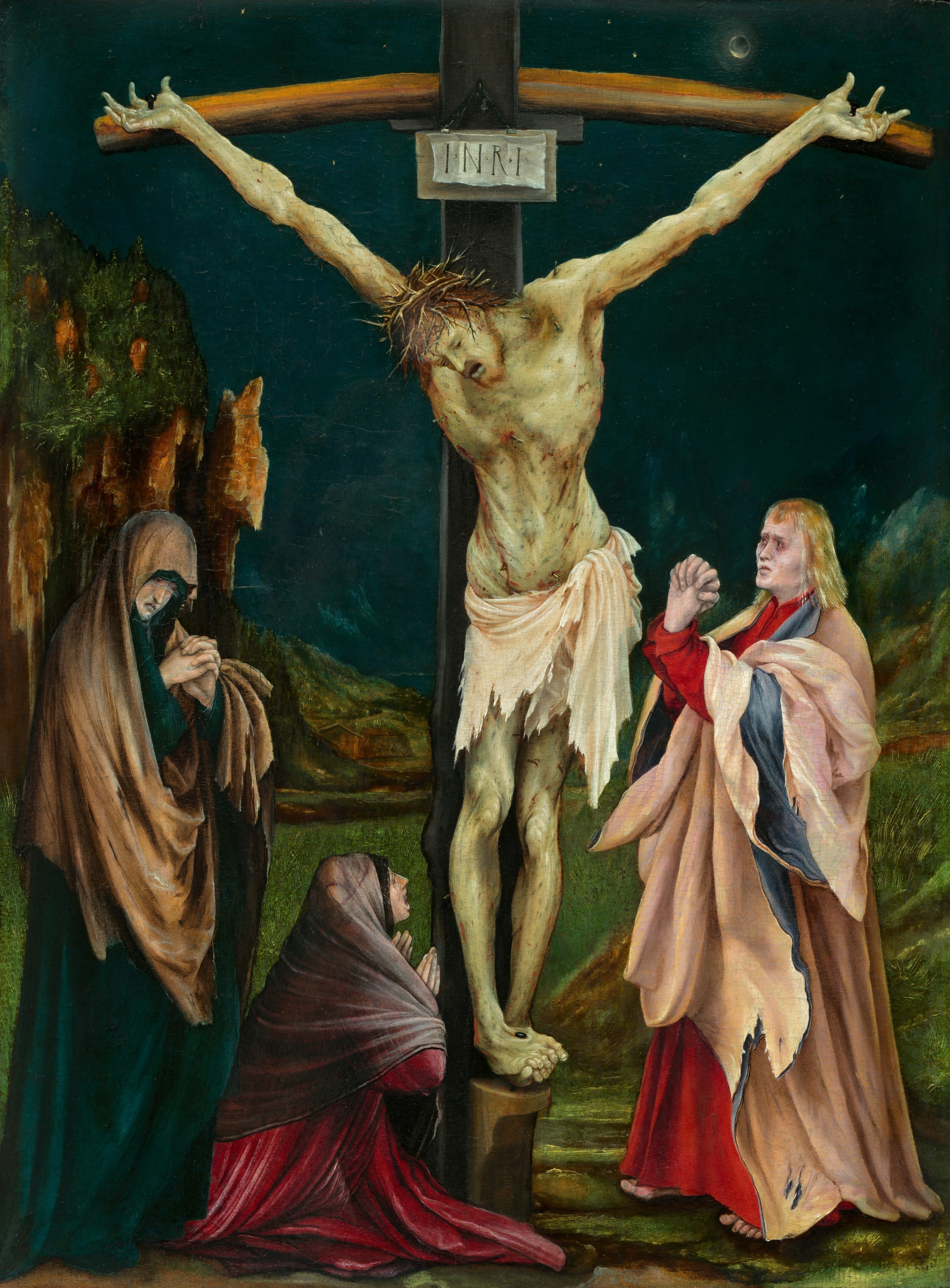
Crucifixion de Washington.
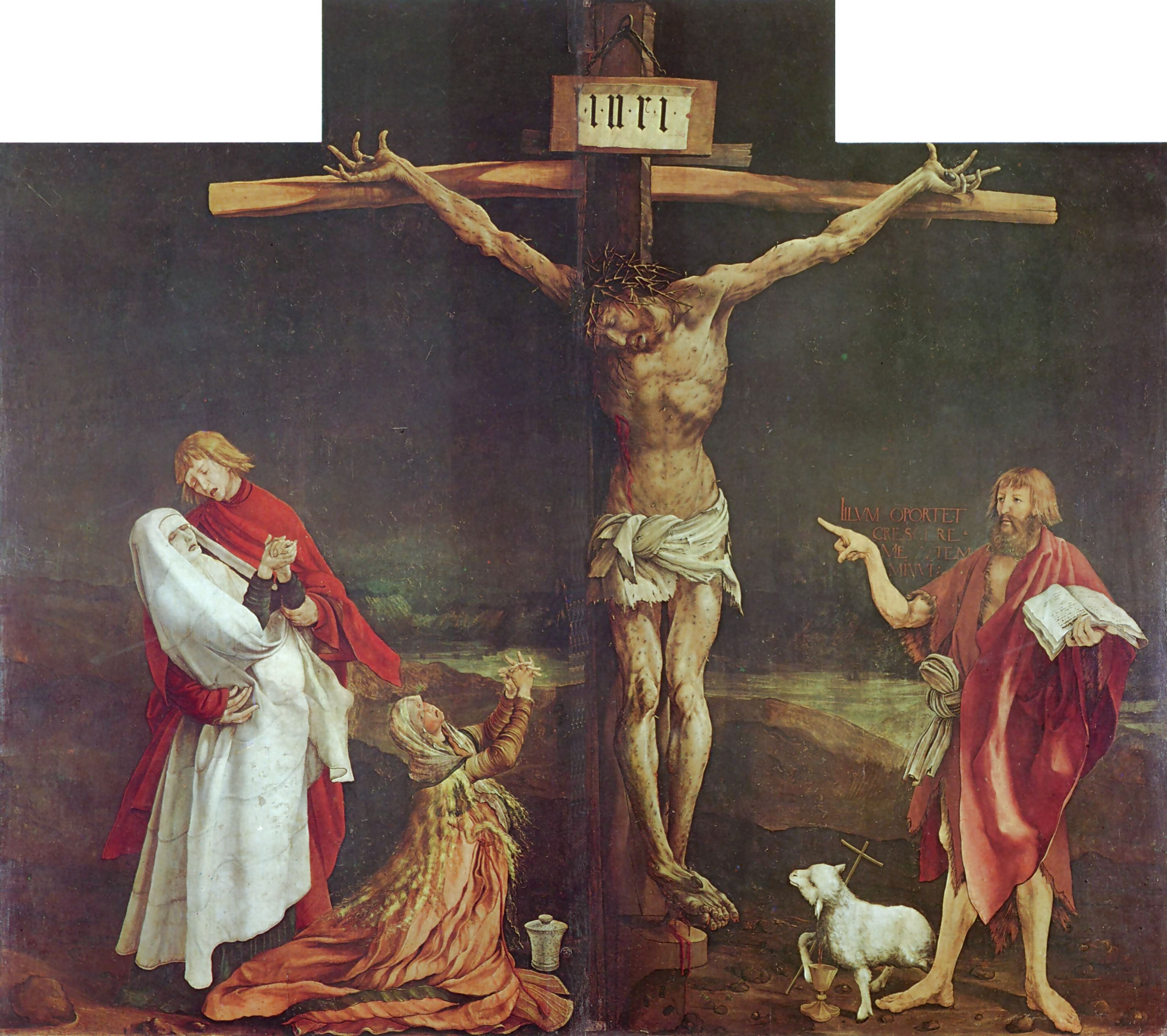
Crucifixion de Colmar.
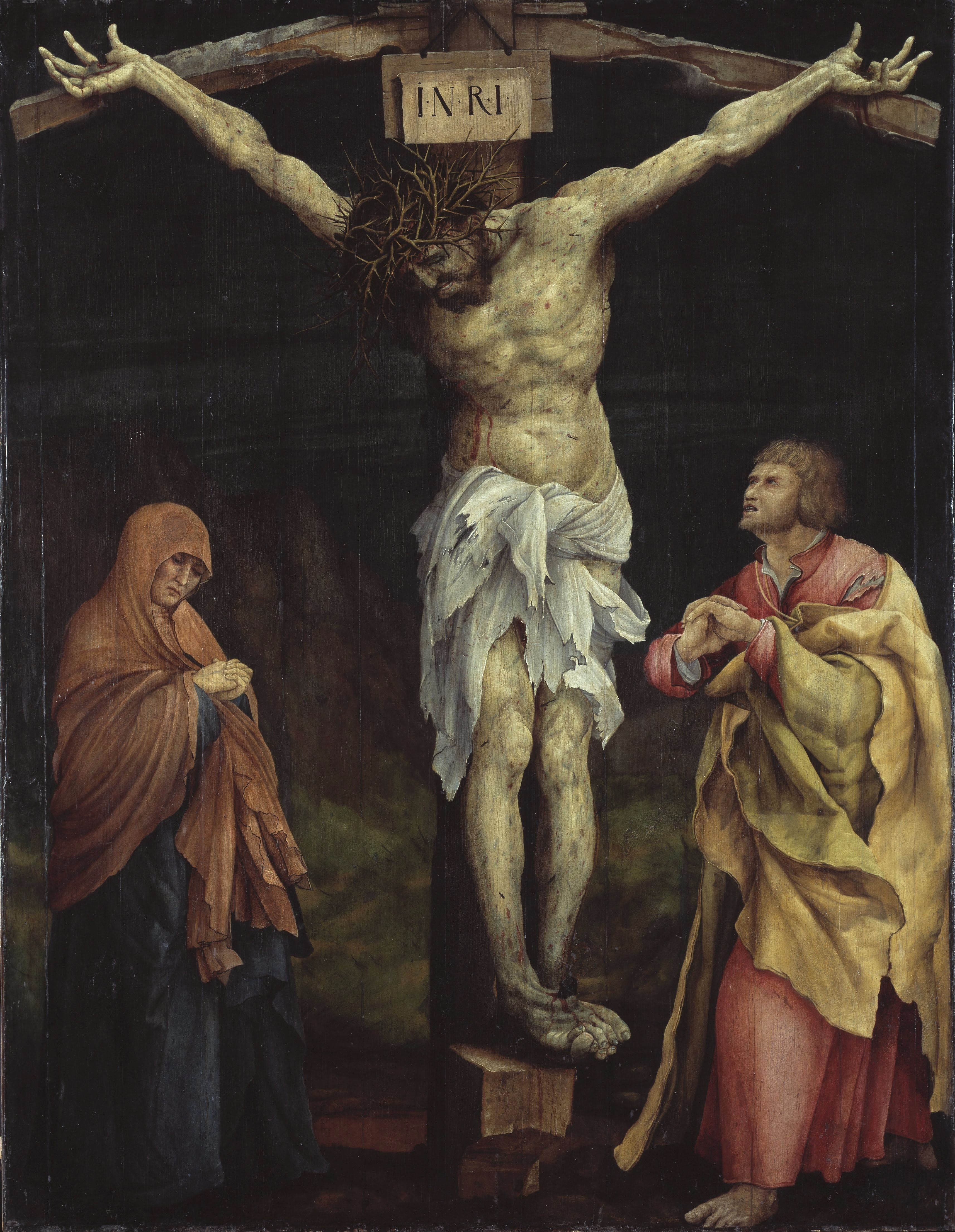
Crucifixion de Karlsruhe.

Grünewald a collaboré avec Albrecht Dürer, au retable dit « retable Heller », du nom de son commanditaire, à Francfort-sur-le-Main. Il subsiste de ce retable démantelé les quatre panneaux latéraux en grisaille de Grünewald, représentant deux saints (musées de Francfort) et deux saintes (musée de Karlsruhe), tandis que le panneau central de Dürer a disparu.

### Galerie 2: les grisailles du retable Heller

Les grisailles du retable Heller
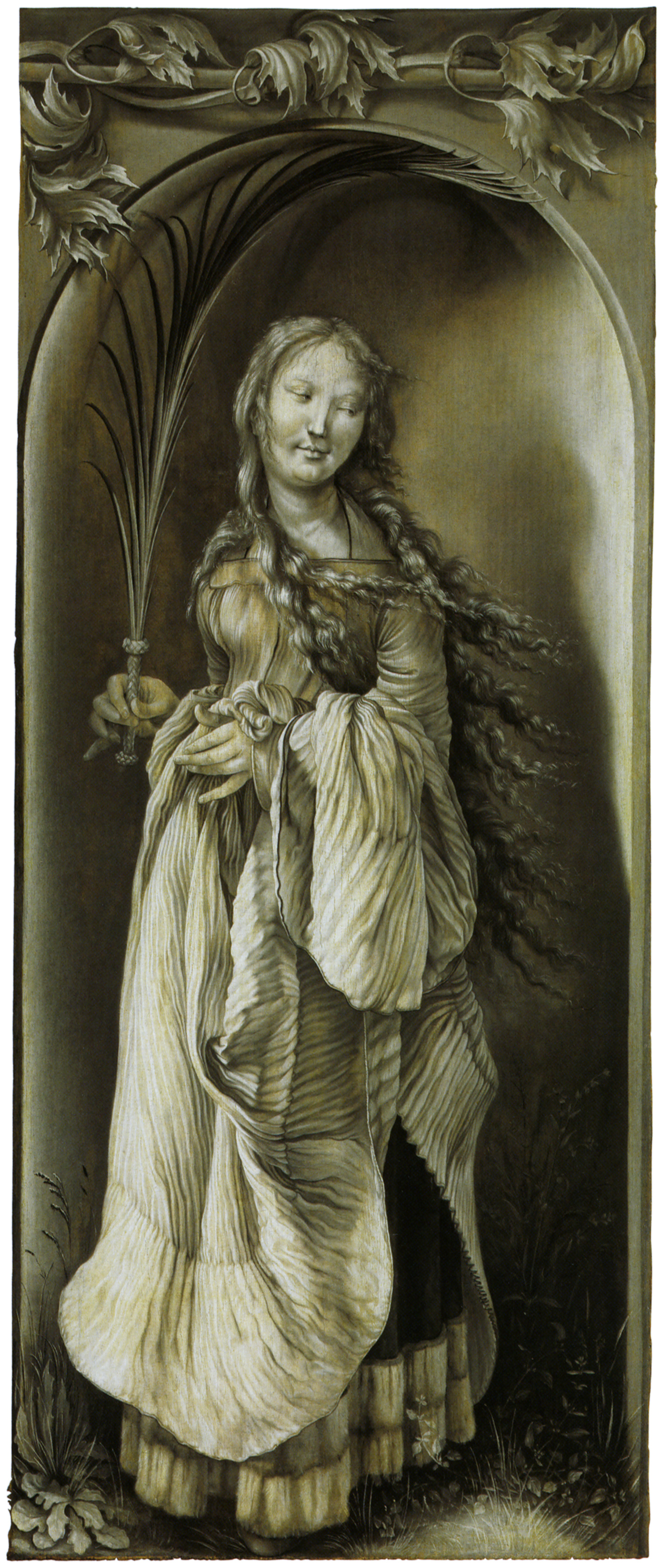
Sainte Lucie.
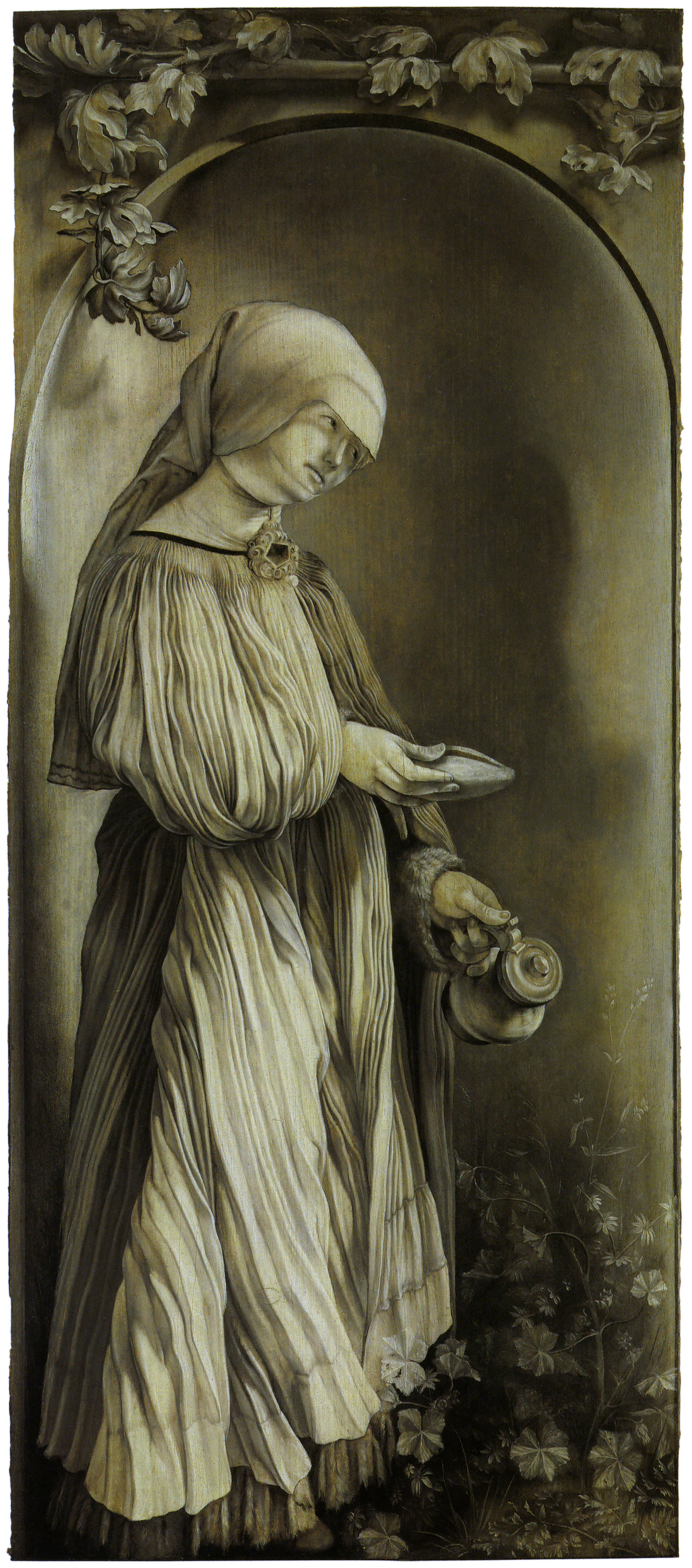
Sainte Élisabeth.
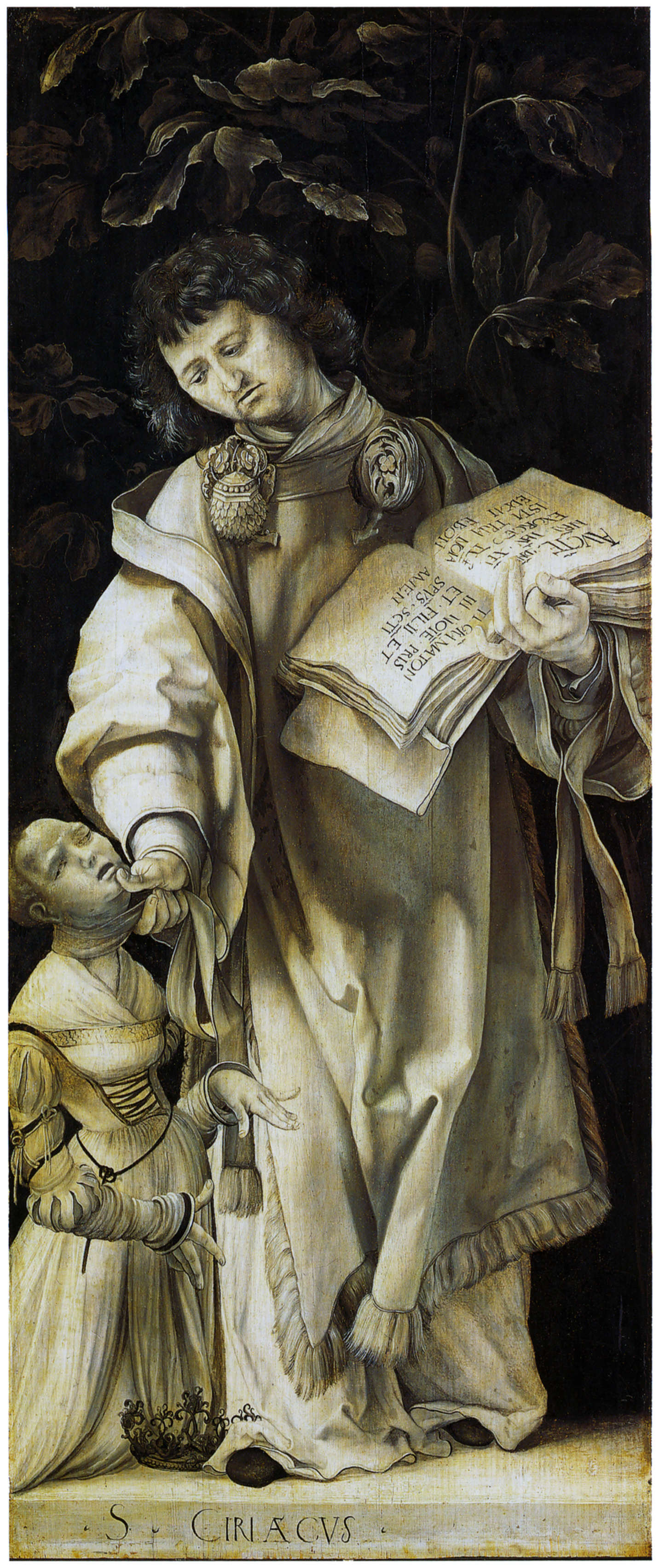
Saint Cyriaque.
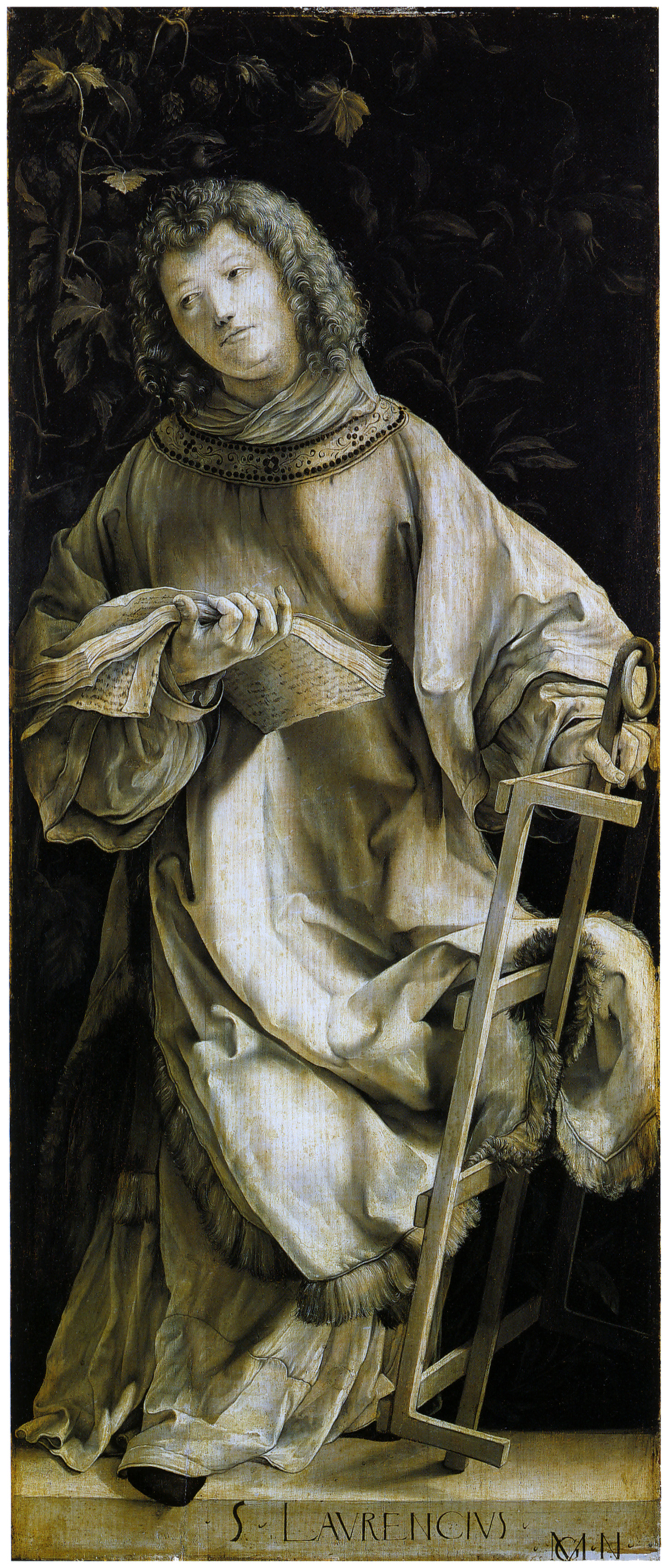
Saint Laurent.

Les nombreux retables peints par Grünewald pour la cathédrale de Mayence, et attestés par divers témoignages, ont quant à eux disparu au fond de la Baltique lorsque le navire suédois qui les emportait comme butin de guerre coula.
Des historiens de l'art comme Erwin Panofsky ont largement commenté le monde spirituel et stylistique qui semble séparer Grünewald de ses compatriotes et contemporains, Dürer, Albrecht Altdorfer, Hans Holbein le Jeune et Lucas Cranach l'Ancien, pour ne citer que les plus importants. Cependant, un peintre comme Hans Baldung est assez inconcevable sans connaissance ne serait-ce que partielle de l'œuvre du maître. Mais le peintre allemand contemporain le plus proche de Grünewald est incontestablement Jörg Ratgeb.
En ce qui concerne l'œuvre graphique, il reste de Grünewald une cinquantaine de dessins au crayon ou à l'encre – souvent rehaussés de gouache – et d'aquarelles, qui sont tous des esquisses pour des œuvres soit subsistantes, soit disparues mais attestées, comme la Transfiguration peinte - parallèlement au retable Heller - pour les moines dominicains de Francfort ou les retables de la cathédrale de Mayence. La qualité particulièrement élevée de leur facture et la grande plasticité des représentations de saintes explique pourquoi Sandrart appelait Grünewald « le Corrège allemand ».

### Analyse d'un retable

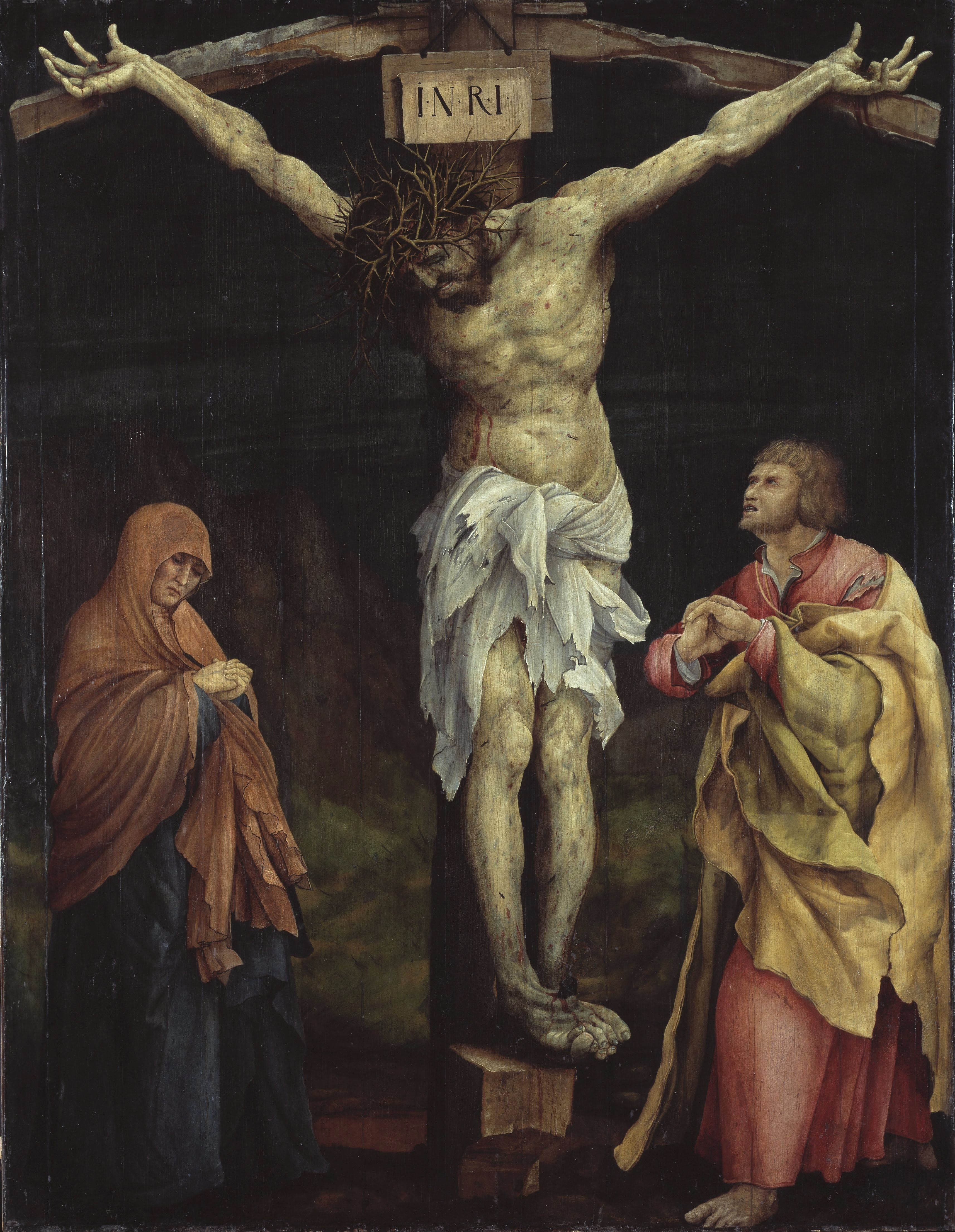
Crucifixion du retable de Tauberbischofsheim
c. 1523–1525, huile sur bois
Kunsthalle, Karlsruhe

La dernière œuvre de Grünewald, le retable de Tauberbischofsheim, est aussi celle qui résume toute son œuvre, ou semble du moins résumer tout ce qui en est conservé. Il s'agit d'un grand panneau de bois portant au recto la Crucifixion et au verso le Portement de croix. Autant cette crucifixion est la plus monumentale et la plus figée de toutes celles peintes par l'artiste, autant la scène du portement de croix est le plus mouvementé de tous ses tableaux. Ici comme là, un Christ monstrueux par sa taille de géant pataud et l'horrible souffrance qui déforme son visage, ses mains et son corps, occupe le centre de la scène. Dans la crucifixion, il se trouve, au milieu d'un paysage où ne passe aucun souffle de vie, fixé par des clous (toujours au nombre de trois chez le peintre) grands comme des piquets de tente, entre la Vierge figée dans sa peine, comme autiste, et un saint Jean l'Évangéliste pleurant de rage, se tordant les mains, et pourtant lui aussi impuissant, comme immobilisé dans la carapace que forme son vêtement au drapé magnifiquement peint. 

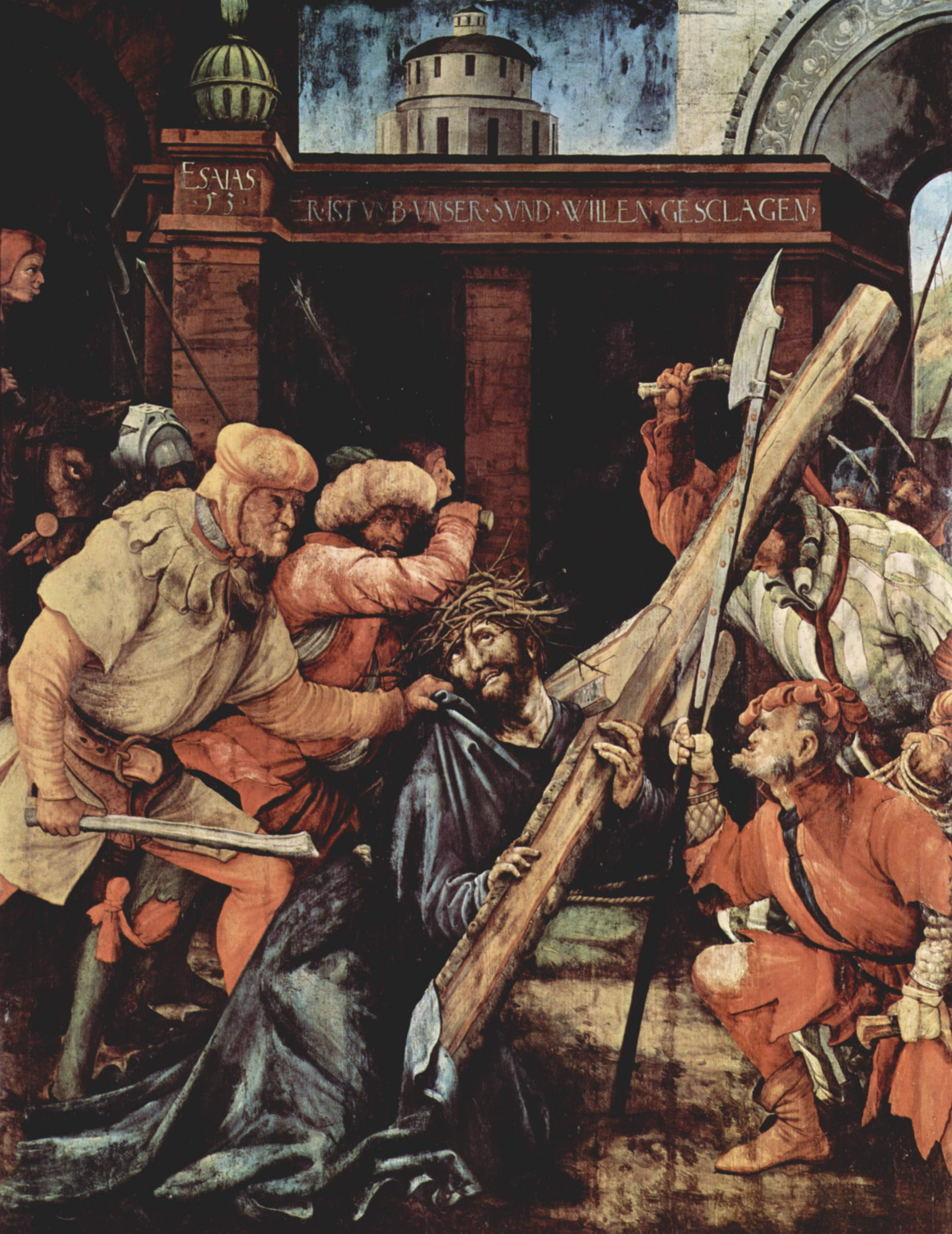
Portement de croix du retable de Tauberbischofsheim
c. 1523–1525, huile sur bois
Kunsthalle, Karlsruhe

Sur l'autre face, Jésus est à la fois poussé, tiré, soulevé et battu par des bourreaux aux visages en partie masqués par la croix ou leurs propres bras. 
Un paysage urbain froid et inhabitable, tout à fait artificiel, et la lueur rouge et cruelle d'un œil de cheval dans la partie gauche, achèvent de renforcer le caractère inhumain de cette scène. Dans ce qui est aussi une superbe étude de mouvement, la thématique christique mise à part, Grünewald rend avec une force rarement atteinte l'état de déchirement intérieur d'un homme qui à la fois trébuche et se redresse, tente d'avancer et ne veut plus bouger.
Les couleurs comparativement ternes du retable s'expliquent par une longue conservation dans des conditions peu favorables (exposition aux encens dans l'église) suivies d'une restauration excessive.

### Galerie 3: visages de Vierges
Joris-Karl Huysmans a contribué à la renaissance du peintre dans l'esprit populaire. Il propose notamment une description pré-expressionniste du Christ de Karlsruhe — alors au musée de Cassel — au chapitre 1 de son roman Là-bas (1891), et consacre la première partie de son essai intitulé Trois primitifs (1905) aux « Grünewald du musée de Colmar » — où il qualifie la Vierge du panneau de la Nativité du retable d'Issenheim de « bonne Allemande, nourrie de salaisons et soufflée de bière ».

Visages de Vierge
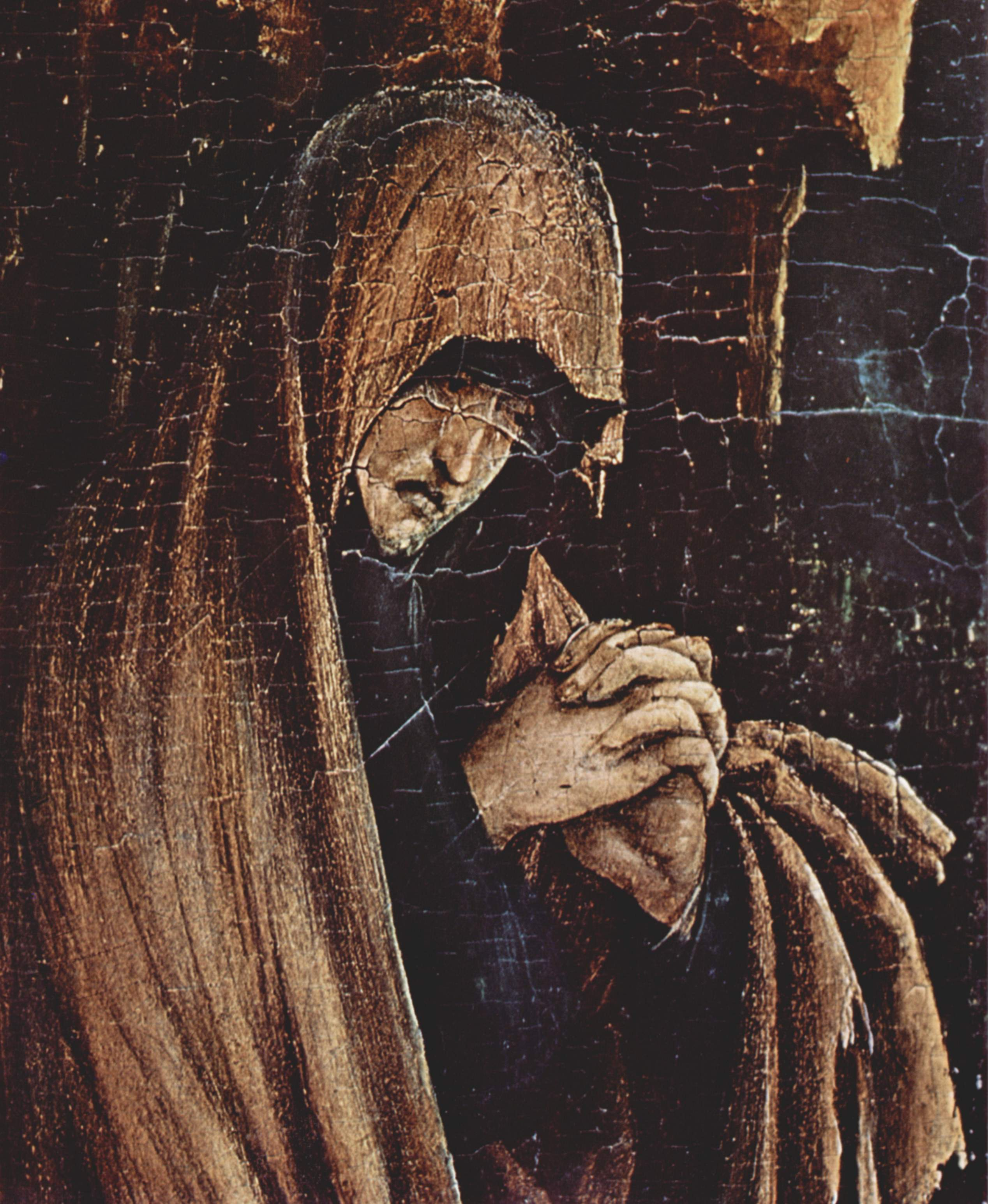
Washington, Crucifixion.
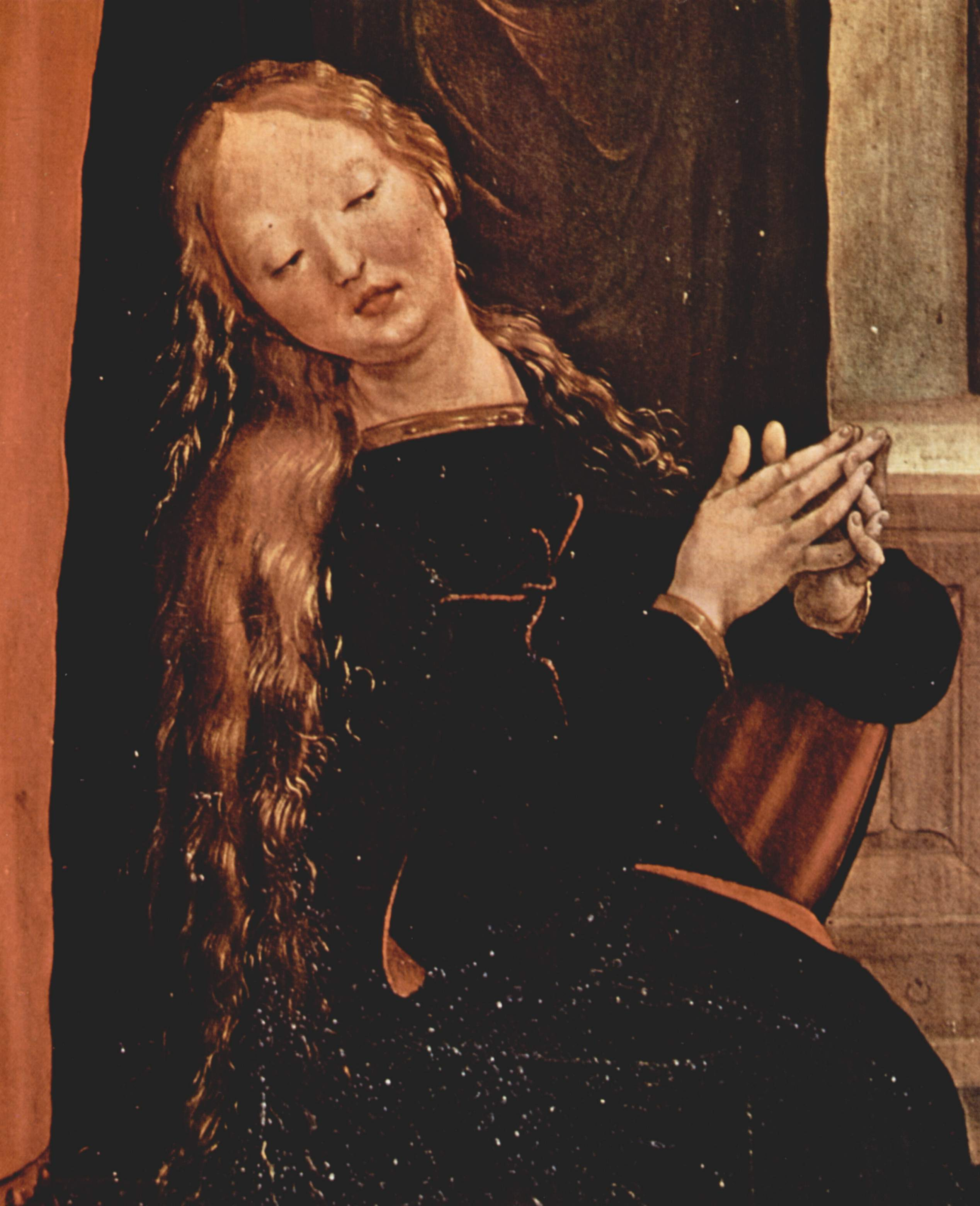
Colmar, Annonciation.
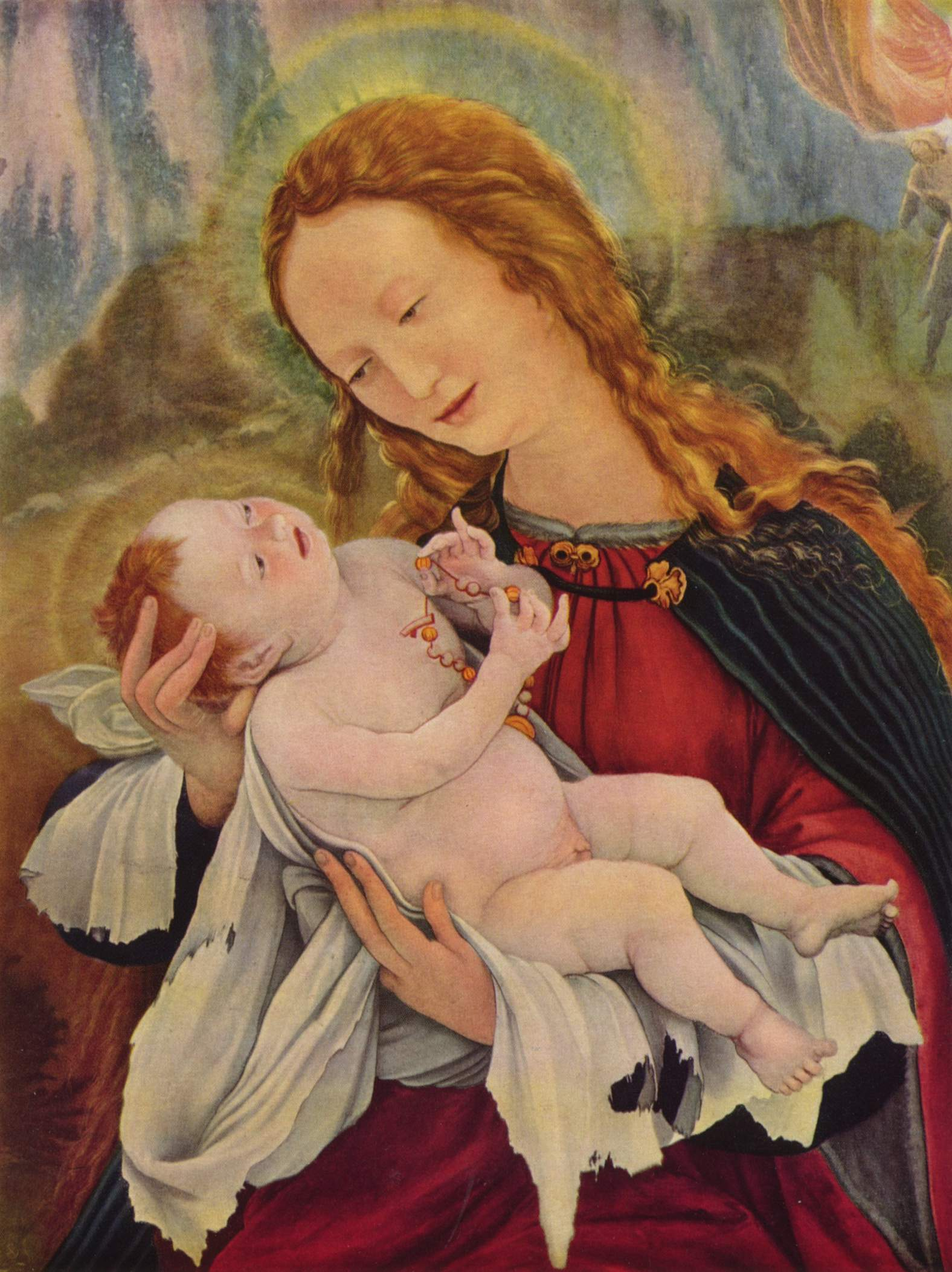
Colmar, Incarnation du fils de Dieu.
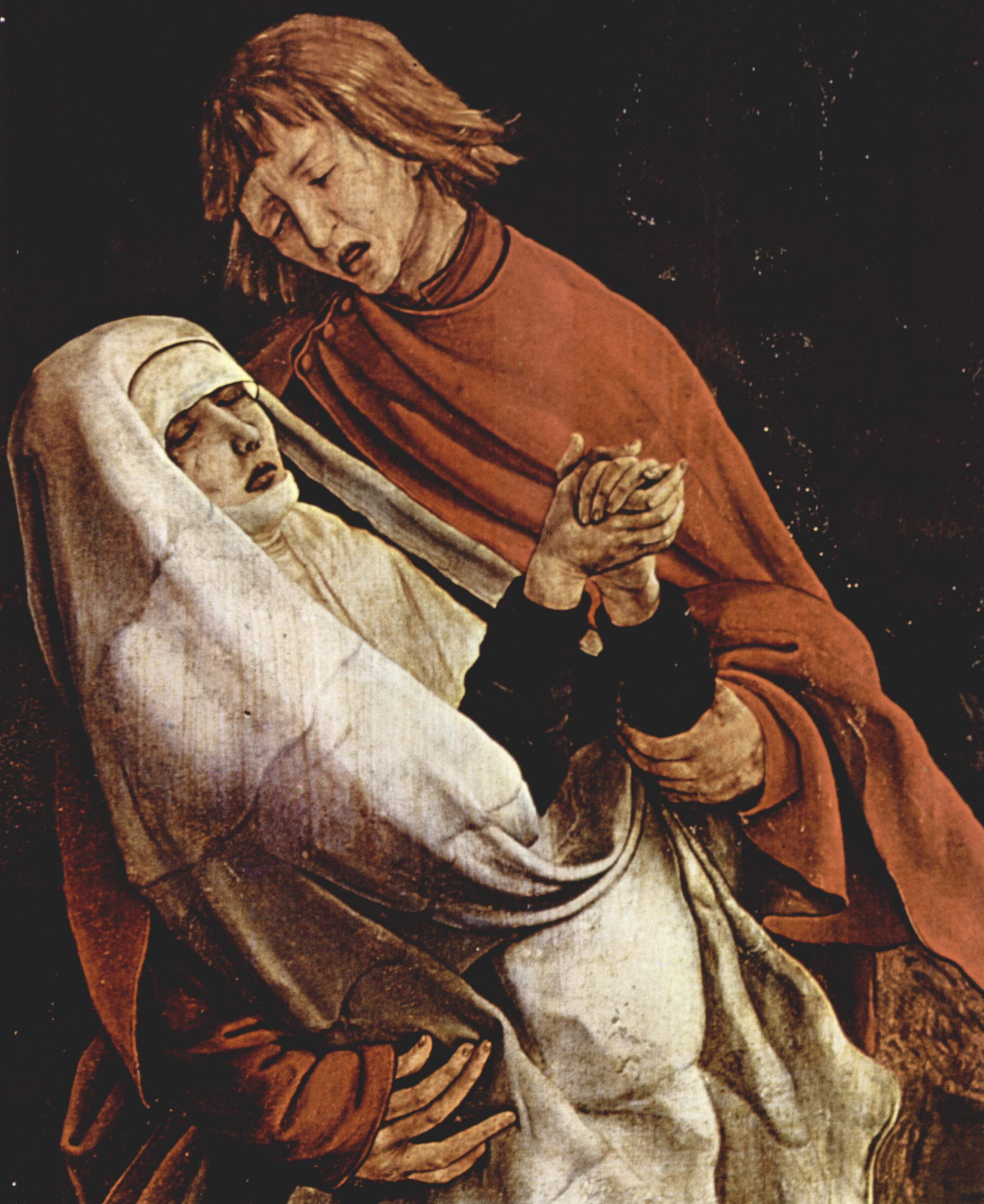
Colmar, Crucifixion.

### Influence
Bien qu'on ne lui connaisse pas de disciple ni de successeur direct, Grünewald inspirera certains peintres expressionnistes du XXe siècle, mais aussi Max Beckmann, Otto Dix (qui fut prisonnier de guerre près de Colmar), Gert H. Wollheim (Adieux à Düsseldorf, L'Homme blessé), Picasso (série des Crucifixions), Max Ernst (Tentation de Saint-Antoine), Emil Nolde (la Vie du Christ) et Francis Bacon (Trois études de figures au pied d'une crucifixion).
Le grand compositeur allemand Paul Hindemith consacra à l'artiste l'un de ses opéras les plus ambitieux, Mathis der Maler (Mathis le peintre), dont la partition lui valut d'ailleurs d'être qualifié par les nazis de « bolchevik musical », et de s'exiler aux États-Unis.
Joris-Karl Huysmans décrit une des crucifixions dans Là-bas et consacre un chapitre à Grünewald dans Trois églises et trois primitifs.
Le poète allemand Herbert Eulenberg lui consacre un chapitre de ses Erscheinungen en 1923. Dans D'après nature, l'écrivain allemand contemporain W.G. Sebald consacre le premier triptyque poétique de son recueil à Grünewald.
Il a été également célébré ad nauseam, comme la manifestation impérissable, le modèle par excellence, de «l’essence des formes allemandes» selon l’historien de l’art nazi Wilhem Pinder.

## Hommages
Son nom a été donné à plusieurs rues ou routes en Allemagne, ainsi qu'en Alsace. Il existe également une école privée Steiner portant son nom à Wintzenheim, près de Colmar.

## Œuvres principales

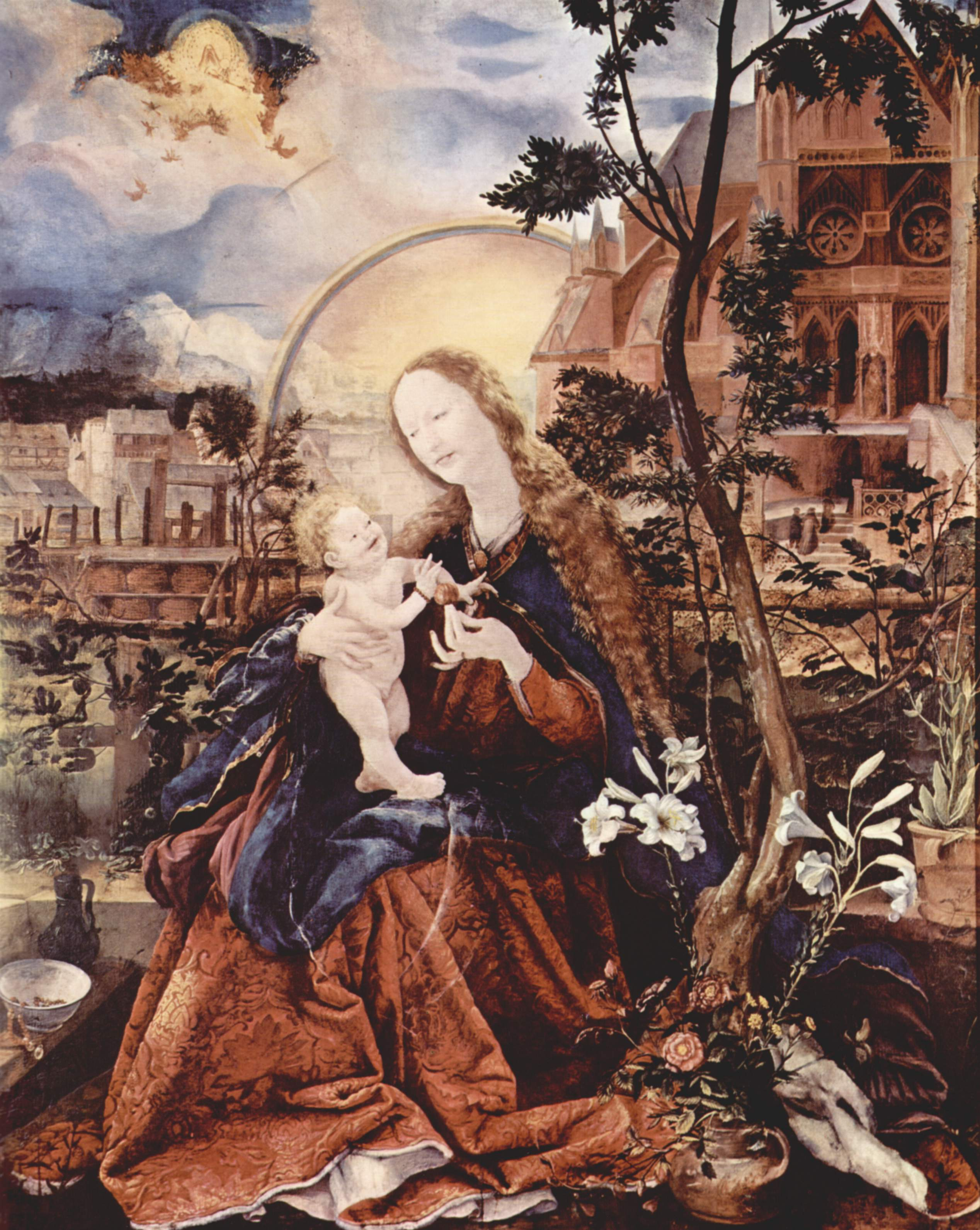
Madone de Stuppach, église Mariä Krönung de
(c. 1517–1519), huile sur bois.

- La Cène, sainte Dorothée et sainte Agnès, v. 1500
- Retable de Lindenhardt, v. 1502
- La Crucifixion, v. 1502, Kunstmuseum de Bâle
- Le Christ outragé, 1504, Alte Pinakothek de Munich
- (quatre volets en grisaille du) Retable Heller, 1509–1510, Musée Städel, Francfort-sur-le-Main et Kunsthalle, Karlsruhe
- La Petite Crucifixion, v. 1511, National Gallery, Washington
- Retable d'Issenheim, v. 1512–1516, Musée Unterlinden, Colmar
- La Madone de Stuppach, 1516–1519, église Mariä Krönung (de) de Stuppach (de) (Bad Mergentheim)
- Le Miracle des neiges (idem), musée des Augustins de Fribourg-en-Brisgau
- Saint Érasme et Saint Maurice[7], v. 1517–1523, Alte Pinakothek, Munich
- Retable de Tauberbischofsheim, v. 1525, Kunsthalle, Karlsruhe
- La Déploration du Christ, v. 1525, collégiale Saint-Pierre-et-Saint-Alexandre d'Aschaffenbourg

#### Catalogues d'exposition
- (de) Brigitte Schad (dir.) et Thomas Ratzka (dir.), Grünewald in der Moderne : die Rezeption Matthias Grünewalds im 20. Jahrhundert (catalogue d'exposition Aschaffenbourg, 30 novembre 2002 - 28 février 2003), Cologne, Wienand-Verlag, 2003 (ISBN 978-3-87909-800-2)
- (de) Dietmar Lüdke (dir.), Grünewald und seine Zeit (catalogue d'exposition Karlsruhe, Staatliche Kunsthalle, 8 décembre 2007 - 2 mars 2008), Munich, Deutscher Kunstverlag, 2007, 438 p. (ISBN 978-3-422-06762-2)